# عبد الله فدعق
عبد الله بن محمد بن حسن فدعق فقيه ومفكر إسلامي سعودي، أخذ العلوم الإسلامية عن عدد من العلماء في المسجد الحرام وغيره، أبرزهم جده إمام الشافعية حسن فدعق، ومحمد علوي المالكي. درس الدراسات الأولية والعليا في المدارس والجامعات السعودية والعالمية، ودرَّس الحديث وعلومه والتربية والقانون الإسلامي. ويعد واحدًا من أبرز علماء الشافعية في السعودية.

## جلسته العلمية
أسس جده حسن فدعق عام 1921 مجلسًا للتعلم والتعليم بمكة المكرمة عرف بـ"الروحة"، يُقرأ فيه الكتب الشرعية بانتظام كل يوم أربعاء على طريقة الحلقات، ومشايخ المجلس بالتوالي هم:
1. حسن فدعق المتوفى سنة 1980.
2. محمد فدعق المتوفى سنة 2001، وقد انتدب محمد فدعق في حياته ابنه عبد الله فدعق للإشراف على الجلسة ورعايتها.
3. عبد الله فدعق، وفي عام 1998 أخذ موافقة والده على إنشاء جلسة أخرى بجدة تقام كل يوم أحد بشكل مستمر، حيث يقوم بتدريس أمهات كتب العلوم الإسلامية، بالإضافة إلى الفعاليات الإسلامية والدعوية والإرشادية.

## مناصبه
- مؤسس ورئيس مكتب عبد الله فدعق للاستشارات التربوية والتعليمية.
- مأذون شرعي من وزارة العدل لدى محكمة الأحوال الشخصية بجدة.
- ناظر منتخب لأسرة آل بني علوي في جدة.
- عضو المجلس الأعلى لمركز دراسات مقاصد الشريعة الإسلامية.
- عضو مؤسسة آل البيت الملكية للفكر الإسلامي.
- عضو الرابطة العالمية لخريجي الأزهر الشريف.
- عضو لجنة تسمية الشوارع والميادين بمحافظة جدة.
- عضو جمعية البر بمكة المكرمة.
- عضو الجمعية الخيرية بمكة المكرمة.
- عضو الغرفة التجارية الصناعية بمحافظة جدة.
- عضو شرف نادي الوحدة الرياضي بمكة المكرمة.
- عضو الجمعية السعودية لكتاب الرأي.
- عضو المنتدى العالمي للوسطية.
- عضو رابطة كتَّاب التجديد في الفكر الإسلامي.
- رئيس منتخب (سابق) لأول مجلس إدارة لجمعية أصدقاء مرضى الشيخوخة الخيرية، بمنطقة مكة المكرمة، وعضو مؤسس لها.
- عضو منتخب سابق لمجلس إدارة نادي مكة المكرمة الثقافي الأدبي.
- عضو سابق في الهيئة التعليمية بمدرسة الصولتية بمكة المكرمة.
- عضو سابق في الجمعية العربية السعودية لبيوت الشباب.
- عضو سابق في الندوة العالمية للشباب الإسلامي بمحافظة جدة.
- يقدم استشارات تربوية وتعليمية، ويشارك في العديد من مراكز ومؤتمرات الشريعة الإسلامية، ويساهم بمختلف الآراء العلمية والفقهية في العديد من الصحف المحلية كذا وسائل الإعلام الأخرى.
- شارك في اللقاء الوطني للحوار الفكري أعوام: (1425 هـ/ 2004)، (1431 هـ/ 2009)، (1435 هـ/ 2014).

## مؤلفاته
- «فوائد وفرائد»
- «رسائل متنوعة في مقاصد الشريعة الإسلامية»
- «نضرة النضرة في التطبيقات العملية من حياة معلم الأمة ﷺ»
- «الكواكب البازغة من الحجة البالغة»
- «المعلم الكامل ﷺ»
- «الأنشطة من المنظور الشرعي»

## وصلات خارجية
- موقعه الشخصي.